# Neubukow
Neubukow – miasto w Niemczech, w kraju związkowym Meklemburgia-Pomorze Przednie, w powiecie Rostock, siedziba Związku Gmin Neubukow-Salzhaff do którego jednak nie należy.

## Toponimia
Nazwa pochodzenia słowiańskiego, połabskie *Bukov od nazwy drzewa buk. Poświadczona źródłowo w formie novum oppidum Bukow (1260), Nova Buchowe (1270), Bucoywe (1278, 1283), Bucowe (1304), in Nyen Bukowe (1395).

## Osoby urodzone w Neubukow
- Heinrich Schliemann (1822–1890) – archeolog, odkrywca Troi

## Współpraca
Umowy partnerskie:
- Reinfeld (Holstein), Szlezwik-Holsztyn
- Steinfurt, Nadrenia Północna-Westfalia